# Cornwallit
Cornwallit (auch Erinit) ist ein eher selten vorkommendes Mineral aus der Mineralklasse der „Phosphate, Arsenate und Vanadate“. Es kristallisiert im monoklinen Kristallsystem mit der Zusammensetzung Cu5[(OH)4|(AsO4)2], ist also chemisch gesehen ein Kupfer-Arsenat mit zusätzlichen Hydroxidionen.
Cornwallit ist durchscheinend und entwickelt nur mikroskopisch kleine Kristalle, die in radialstrahligen, nierigen oder kugeligen Aggregaten angeordnet sind oder faserige Krusten bilden. Seine Farbe variiert zwischen hell- und dunkelgrün bis schwarzgrün, seine Strichfarbe ist allerdings eher grünlichweiß. In kugelig-nieriger Aggregatform mit glatten Oberflächen weist Cornwallit einen fettähnlichen Glanz auf.

## Etymologie und Geschichte

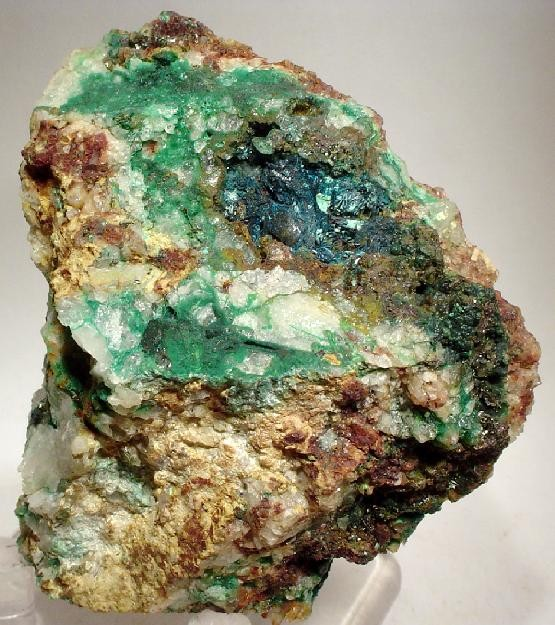
Klinoklas (bläulich), Cornwallit (hellgrün) und Olivenit (olivgrün) auf Quarz aus der Typlokalität Wheal Gorland, Cornwall, England (Größe: 6,3 × 6,3 × 4,2 cm)

Erstmals entdeckt wurde Cornwallit in der englischen Grafschaft Cornwall, genauer in der Erzgrube Wheal Gorland nahe der Stadt Gwennap, und beschrieben 1846 durch Franz Xaver Zippe, der das Mineral nach seinem Fundgebiet benannte.
Das Typmaterial des Mineral wird im Natural History Museum in London aufbewahrt (Register-Nr. MI 1985,1754).

## Klassifikation
In der veralteten 8. Auflage der Mineralsystematik nach Strunz gehörte der Cornwallit zur Mineralklasse der „Phosphate, Arsenate, Vanadate“ und dort zur Abteilung „Wasserfreie Phosphate, Arsenate und Vanadate mit fremden Anionen“, wo er gemeinsam mit Arsenoklasit, Cornubit und Pseudomalachit in der „Pseudomalachit-Arsenoklasit-Gruppe“ mit der Systemnummer VII/B.08 steht.
In der zuletzt 2018 überarbeiteten Lapis-Systematik nach Stefan Weiß, die formal auf der alten Systematik von Karl Hugo Strunz in der 8. Auflage basiert, erhielt das Mineral die System- und Mineralnummer VII/B.11-040. Dies entspricht der Klasse der „Phosphate, Arsenate und Vanadate“ und dort der Abteilung „Wasserfreie Phosphate, mit fremden Anionen F,Cl,O,OH“, wo Cornwallit zusammen mit Arsenoklasit, Cornubit, Gatehouseit, Ludjibait, Pseudomalachit, Reichenbachit, Reppiait und Turanit eine unbenannte Gruppe mit der Systemnummer VII/B.11 bildet.
Die von der International Mineralogical Association (IMA) zuletzt 2009 aktualisierte 9. Auflage der Strunz’schen Mineralsystematik ordnet den Cornwallit in die Klasse der „Phosphate, Arsenate und Vanadate“ und dort in die Abteilung „Phosphate usw. mit zusätzlichen Anionen; ohne H2O“ ein. Hier ist das Mineral in der Unterabteilung „Mit ausschließlich mittelgroßen Kationen; (OH usw.) : RO4 = 2 : 1“ zu finden, wo es zusammen mit Pseudomalachit und Reichenbachit die „Pseudomalachitgruppe“ mit der Systemnummer 8.BD.05 bildet.
In der vorwiegend im englischen Sprachraum gebräuchlichen Systematik der Minerale nach Dana hat Cornwallit die System- und Mineralnummer 41.04.02.02. Das entspricht der Klasse der „Phosphate, Arsenate und Vanadate“ und dort der Abteilung „Wasserfreie Phosphate etc., mit Hydroxyl oder Halogen“. Hier findet er sich innerhalb der Unterabteilung „Wasserfreie Phosphate etc., mit Hydroxyl oder Halogen mit (AB)5(XO4)2Zq“ in einer unbenannten Gruppe mit der Systemnummer 41.04.02, in der auch Cornubit eingeordnet ist.

## Kristallstruktur
Cornwallit kristallisiert isotyp mit Pseudomalachit im monoklinen Kristallsystem in der Raumgruppe P21/c (Raumgruppen-Nr. 14) mit den Gitterparametern a = 4,59 Å; b = 5,77 Å; c = 17,34 Å und β = 91,8° sowie zwei Formeleinheiten pro Elementarzelle.

## Eigenschaften
In einem Glaskolben erhitzt, gibt Cornwallit sein Hydratwasser ab und vor dem Lötrohr auf Kohle bleibt unter Abgabe von Arsenikdämpfen ein Kupferkorn zurück.

## Modifikationen und Varietäten
Die Verbindung Cu5[(OH)4|(AsO4)2] ist dimorph und kommt in der Natur neben dem monoklin kristallisierenden Cornwallit noch als triklin kristallisierender Cornubit vor.

## Bildung und Fundorte

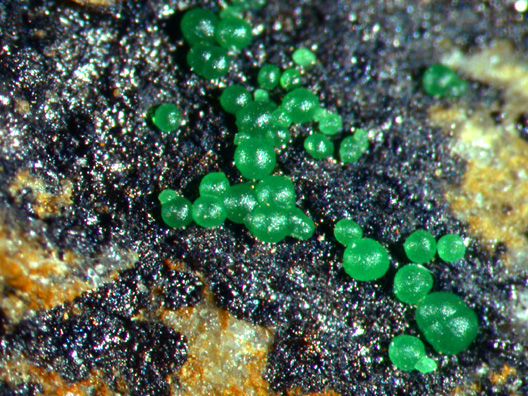
Großaufnahme kugeliger Cornwallitkristalle mit fettigem Glanz aus Pastrana, Mazarrón-Águilas, Murcia, Spanien (Gesamtgröße: 4,3 × 3,7 × 2,2 cm)

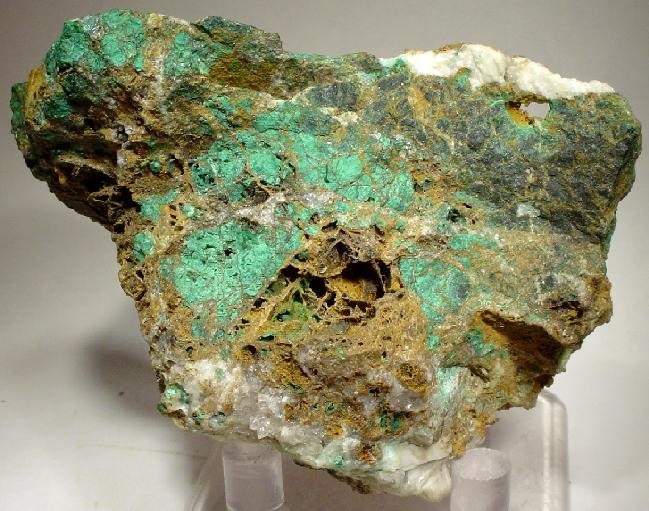
Cornwallit (grünliche Kruste) auf Baryt aus der Grube „Old Potts Gill“, Potts Gill, Cumbria, England (Größe: 7,6 × 5,1 × 4,7 cm)

Cornwallit bildet sich sekundär in der Oxidationszone von Kupfer-Lagerstätten. Als Begleitmineral können weitere Kupferphosphate bzw. -arsenate wie unter anderem Arthurit, Austinit, Chalkophyllit, Cornubit, Klinoklas, Konichalcit, Lavendulan, Olivenit, Strashimirit und Tirolit, aber auch Sulfate wie Brochantit und Spangolith oder Carbonate wie Azurit und Malachit auftreten.
Als eher seltene Mineralbildung kann Cornwallit an verschiedenen Fundorten zum Teil zwar reichlich vorhanden sein, insgesamt ist er aber wenig verbreitet. Bisher (Stand 2013) gelten rund 160 Fundorte als bekannt. Neben seiner Typlokalität Wheal Gorland bei Gwennap trat das Mineral im Vereinigten Königreich noch an mehreren Orten in der Grafschaft Cornwall wie unter anderem St Hilary sowie in den Grafschaften Cumbria und Devon in England und bei Leadhills in Schottland auf.
In Deutschland fand man Cornwallit bisher vor allem im Schwarzwald, unter anderem bei Freudenstadt, Wittichen und Oberwolfach in Baden-Württemberg, aber auch an der Hartkoppe und bei Sommerkahl in Bayern, am Hohenstein in der hessischen Gemeinde Lautertal, bei Bad Lauterberg im Harz in Niedersachsen, bei Hoffnungsthal (Rösrath) und an mehreren Stellen im Siegerland in Nordrhein-Westfalen und Rheinland-Pfalz sowie bei Schneeberg und im Bergbaugebiet Graul in Sachsen gefunden.
In Österreich wurde Cornwallit bisher nur am Silberberg, der Gratlspitze und der Hofer Tratte im Inntal und am Graschberg bei Thierbach (Gemeinde Wildschönau) in Tirol gefunden.
Der bisher einzige bekannte Fundort in der Schweiz ist der Six-Blanc nahe Bruson in der Walliser Gemeinde Bagnes.
Weitere Fundorte liegen unter anderem in Australien, Brasilien, Bulgarien, Chile, China, Frankreich, Griechenland, Irland, Italien, Japan, Marokko, Mexiko, der Mongolei, Polen, Portugal, Simbabwe, der Slowakei, Spanien, Südafrika, Tschechien, Ungarn und in den Vereinigten Staaten von Amerika.